# Aleksandar Marelja
Aleksandar Marelja (in serbo Александар Мареља?; Belgrado, 6 dicembre 1992) è un cestista serbo.

## Palmarès
- Campionato belga: 1

Ostenda: 2014-15
- Coppa del Belgio: 2

Ostenda: 2015, 2016
- Supercoppa del Belgio: 1

Ostenda: 2015